# Husaberg
Husaberg fou un fabricant de motocicletes d'enduro amb motors de dos i quatre temps en cilindrades que oscil·laven entre els 125 i els 650 cc. L'empresa fabricà també models de motocròs i supermoto. Originàriament amb seu a Suècia, les seves motocicletes van ser fabricades més tard a Àustria per l'empresa matriu KTM fins que la línia es va retirar el 2014.

## Història

### Fundació
Husaberg Motor AB es va fundar el gener de 1988 a partir de les circumstàncies derivades de la compra de la divisió de motocicletes de la companyia sueca Husqvarna per part de la italiana Cagiva el 1987. Quan Cagiva va traslladar la producció de motocicletes a Varese, Itàlia, un grup d'enginyers dirigits per Thomas Gustavsson va decidir quedar-se a Suècia i continuar treballant en el seu projecte. Els altres treballadors de Husqvarna que es van unir a Husaberg varen ser Ruben Helmin (enginyer en cap de Husqvarna i primer director general de Husaberg), Urban Larsson (dissenyador) i Björn Elwin (cap del departament de proves). Roland Söderqwist, un petit propietari de la firma mecànica sueca, també va participar en la fundació de Husaberg. La primera fàbrica es va instal·lar en un cobert per a llenya vora el llac Vättern, a Husabergsudde (municipi d'Askersund, al comtat d'Örebro), del qual deriva el nom de l'empresa.
El nom de Husaberg va ser oficialitzat per Thomas Gustavsson quan, en inscriure's en una prova d'enduro a Skillingaryd (comtat de Jönköping), va haver de declarar la marca de la seva motocicleta.
L'equip de Husaberg va intentar compensar la seva manca de fons amb el seu coratge en confiar en les innovacions tècniques. Mai no es va poder permetre contractar pilots professionals consolidats, sinó novells ambiciosos com ara Joël Smets, Jimmie Eriksson, Walter Bartolini, Kent Karlsson, Anders Eriksson, Jaroslav Katriňák, Mike Tosswill i Peter Jansson.

### Adquisició per KTM

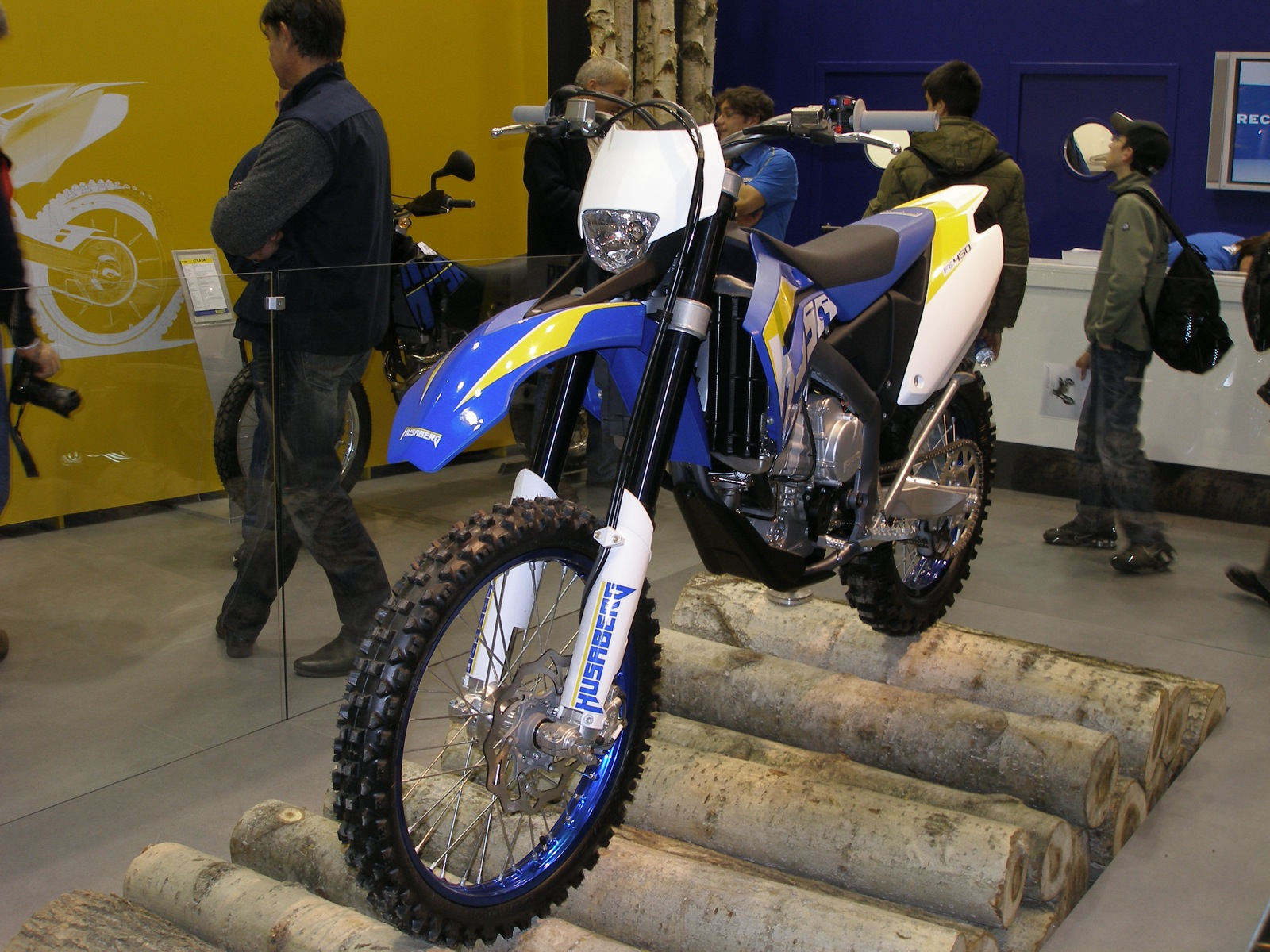
Una Husaberg FE 450 del 2007

Els bons resultats a les competicions no van poder compensar les poques vendes i finalment, el fabricant austríac de motocicletes KTM va comprar Husaberg el 1995. Des del 2003, les Husaberg es fabricaren a la fàbrica KTM de Mattighofen, Àustria, on es traslladà també el departament de desenvolupament, mentre que el departament de competició continuà a Suècia.
Quan KTM va adoptar com a propi l'eslògan de Husaberg, «Ready to Race» ("preparat per a córrer"), Husaberg en va adoptar un de nou: «4 Stroke force» ("Força de 4 temps"). Fins al 2012, la marca produí només motocicletes de quatre temps i era líder en efectivitat dins el sector de les motos amb aquesta mena de motors. L'eslògan de Husaberg fou, més tard, «Pure Enduro» ("Enduro pur").

### Final de la marca
El 2014, Husaberg va celebrar no només el seu 25è aniversari, sinó l'últim any de la marca. El gener de 2013, Stefan Pierer, conseller delegat de KTM-Sportmotorcycle AG (l'entitat accionista del 51% de KTM AG), va comprar per mitjà de la seva empresa Pierer Industrie AG el 100% de la participació de Husqvarna AG a BMW i li va canviar el nom per Husqvarna Sportmotorcycle GmbH. Tot i que Husaberg AB i Husqvarna Sportmotocycle GmbH no es varen fusionar, tant KTM com Pierer Industrie varen decidir que la marca Husaberg havia de deixar d'existir (segons es digué: «to reunite what came out of shared roots 25 years ago», "per tal de reunir allò que va sortir d'arrels compartides fa 25 anys"). Husqvarna passà a utilitzar la tecnologia de Husaberg alhora que mantingué la seva antiga marca, més coneguda. Les noves motocicletes de la marca utilitzen els tradicionals colors blau, groc i blanc de Husqvarna.

## Fiabilitat
Els primers motors Husaberg (1989-1996) eren coneguts per les seves fallades prematures a causa del fet que no disposaven de bomba d'oli i depenien del lliurament d'oli de la corretja de distribució. La fiabilitat i la qualitat dels motors anaren millorant al llarg dels anys i, a partir del 1997, ja eren comparables als de marques més consolidades.

## Palmarès

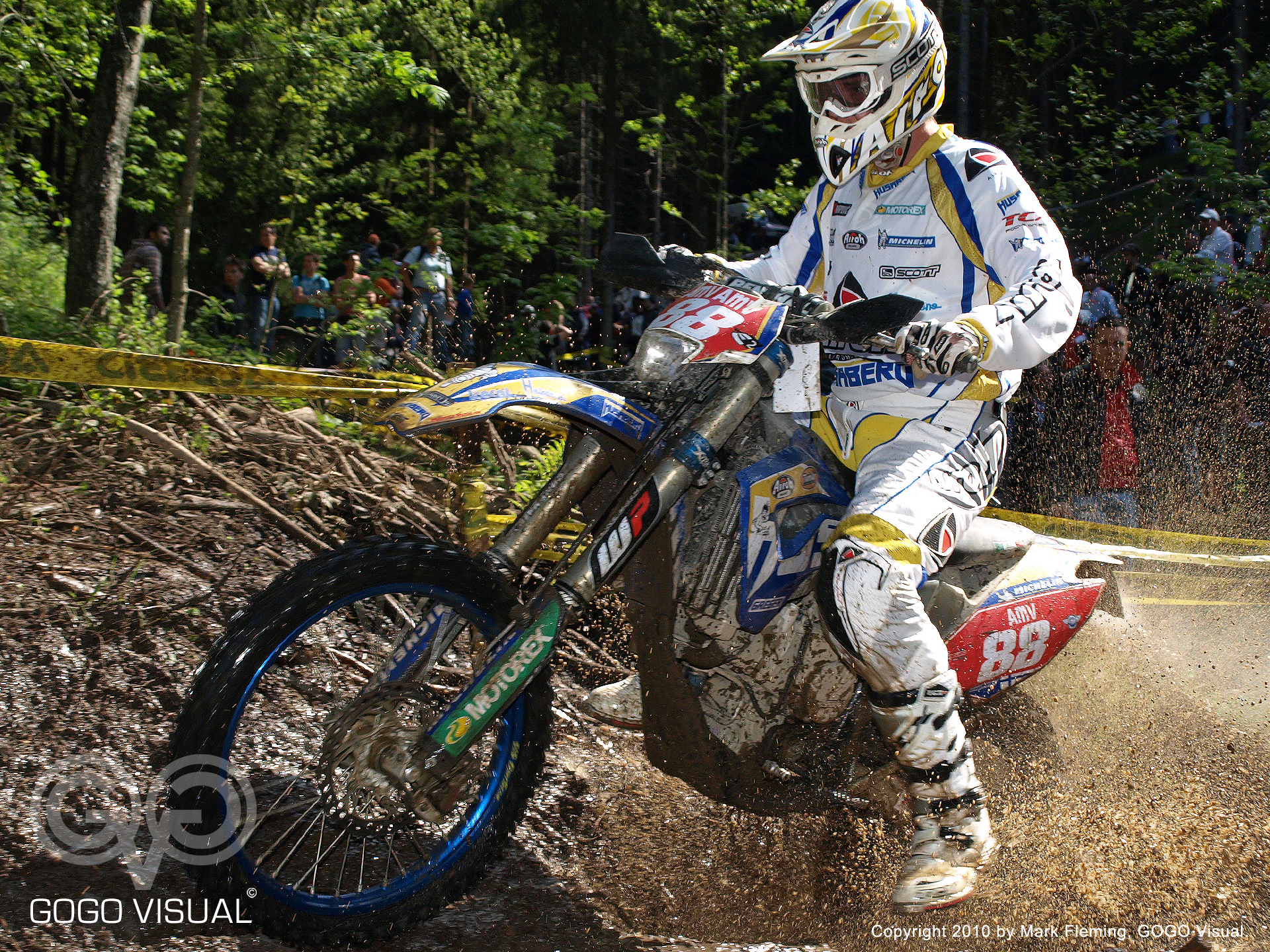
Valtteri Salonen amb la Husaberg al GP d'Itàlia, durant el mundial d'enduro de 2010

Husaberg va guanyar el Campionat del Món de motocròs de 500cc amb Joël Smets els anys 1995, 1997 i 1998.
La marca va guanyar també sis campionats del món d'enduro (1990, dos el 1991, 1995, 1996 i 1998), a banda de tres d'enduro júnior consecutius amb Joakim Ljunggren (2005 a 2006) i un amb Oriol Mena el 2009.

## Ús militar
Les forces armades sueques van fer servir motocicletes Husaberg, especialment l'equip de demostració, l'Arméns Lejon.

## Models
La darrera línia de models incloïa només motos d'enduro. Els models de supermoto, motocròs i cross-country (amb canvi de relació oberta i sense kit d'enllumenat) es van abandonar. Els noms dels models es componien de dues lletres: "F" de Four per al de quatre temps o "T" de Two per als de dos temps, seguides d'una "E" per als d'enduro, "X" per als de motocròs, "C" per als de cross-country i "S" per als de supermoto. Alguns models antics també es distingien amb el nombre de velocitats: 4 o 6. Una altra lletra identificativa era un sufix "e" que indicava que la motocicleta tenia un motor d'arrencada elèctric, per exemple, FE 650e.
Diversos models incloïen diferents cilindrades, com ara:
- 650 cc d'enduro, motocròs i supermoto
- 550 cc d'enduro, motocròs i supermoto
- 501 cc d'enduro i motocròs
- 470 cc de cross-country
- 450 cc d'enduro i motocròs
- 400 cc d'enduro
- 390 cc d'enduro i motocròs
- 350 cc d'enduro

### Redisseny del 2007
El 6 de novembre de 2007, a l'Exposició Internacional de Motocicletes de Milà (EICMA), Husaberg va presentar un disseny totalment nou per a la FE 450 E, anunciat com a model del 2009. A banda del nou carenat esportiu, el nou disseny incloïa un motor totalment renovat, en una nova posició, girat 180 graus de dalt a baix i inclinat cap endavant a 70 graus. El carburador es va substituir per un sistema d'injecció EFI i la transmissió per cadena es va col·locar al costat esquerre, més estàndard.

### Gamma de models del 2008
Els models per al 2008 eren els següents:
Enduro:
- FE 450 E - Enduro 450 cc amb arrencada elèctrica
- FE 550 E - Enduro 550 cc amb arrencada elèctrica
- FE 650 E - Enduro 628 cc amb arrencada elèctrica

Supermoto:
- FS 550 E - Supermoto 550 cc amb arrencada elèctrica
- FS 650 E - Supermoto 628 cc amb arrencada elèctrica
- FS 650 C - Supermoto 628 cc sense arrencada elèctrica (només la versió de curses)

### Gamma de models del 2009
Per al 2009, hi havia dos models d'enduro disponibles amb el nou motor revolucionari i molts altres aspectes tècnics:
Enduro:
- FE 450 - Enduro 450 cc (només amb arrencada elèctrica)
- FE 570 - Enduro 565 cc (només amb arrencada elèctrica)

### Gamma de models del 2010
La gamma de models per al 2010 afegia tres nous models. Tots els models es basaven en el xassís i el motor que es van presentar el 2009. Els models eren:
Enduro:
- FE 390 (nou) - Enduro 390 cc
- FE 450 - Enduro 450 cc
- FE 570 - Enduro 565 cc

Motocròs/Cross Country:
- FX 450 (nou) - Motocròs 450 cc

Supermoto:
- FS 570 (nou) - Supermoto 565 cc

### Gamma de models del 2011
A més dels perfeccionaments tècnics dels models existents, Husaberg oferia per primera vegada en els seus 22 anys d'història models d'enduro de dos temps.
Enduro de 4 temps:
- FE 390 - Enduro 390 cc
- FE 450 - Enduro 450 cc
- FE 570 - Enduro 565 cc

Motocròs de 4 temps:
- FX 450 - Cross Country 450 cc

Supermoto:
- FS 570 - Supermoto 565 cc

Enduro de dos temps:
- TE 250 - Enduro 250 cc 2T
- TE 300 - Enduro 300 cc 2T

### Gamma de models del 2014
Aquell darrer any, s'oferien només models d'enduro en dos i quatre temps. Fou l'última oportunitat de comprar una Husaberg. Tots els models duien nous gràfics del 25è aniversari. Els models quatre temps de 250 cc duien un nou motor, nou sistema d'escapament i una nova ECU. Tots els models duien noves configuracions de suspensió. Les forquilles de cartutx tancat 4CS USD WP havien estat revisades. S'havien millorat els bastidors dels models 250/350 de quatre temps, tot creant un marc més lleuger i àgil. La pinça triple inferior havia estat redissenyada per a garantir una acció més suau de la forquilla. Finalment, tots els models duien un nou navegador Trail Tech millorat.
Enduro de 4 temps:
- FE 250 - Enduro 250 cc
- FE 350 - Enduro 350 cc
- FE 450 - Enduro 450 cc
- FE 501 - Enduro 510 cc

Enduro de dos temps:
- TE 125 - Enduro 125 cc 2T
- TE 250 - Enduro 250 cc 2T
- TE 300 - Enduro 300 cc 2T